# Ministerrat der UdSSR
Ministerrat der UdSSR (russisch Совет министров Sowjet ministrow, kurz Совмин Sowmin) war der Name der Regierung der Sowjetunion ab dem 16. März 1946. Die Regierung von Sowjetrussland (1917–1922) und danach der Sowjetunion hieß zunächst Rat der Volkskommissare. Am 16. März 1946 veranlasste Josef Stalin die Umbenennung. Der Ministerrat der UdSSR hatte von 1946 bis 1991 seinen Sitz im Senatspalast, wo heute der russische Präsident seinen Sitz hat.

## Aufgabe und Bedeutung
Gemäß der Verfassung der UdSSR von 1977 war der Ministerrat das höchste vollziehende und verfügende Organ der Staatsgewalt der UdSSR. Er war die Regierung des Landes.
Formell gewählt wurde der Ministerrat vom Obersten Sowjet der UdSSR. Er war ihm und seinem Präsidium rechenschaftspflichtig. Die tatsächliche Macht in der Union und in den Unionsländer lag in den Händen der einzig zugelassenen kommunistischen Partei, der KPdSU (1917: Sozialdemokratische Arbeiterpartei Russlands, ab 1918 bis 1925 Kommunistische Partei Russlands (B)). Die Entscheidungen des Politbüros der KPdSU als politisches Kollektivorgan oder die des Generalsekretärs der Partei sowie aus dem Sekretariat des Zentralkomitees hatten für das Kabinett oder für einen einzelnen Minister die entscheidende politische Bedeutung.
Die Verfassung der UdSSR vom 5. Dezember 1936 sah ursprünglich lediglich acht Volkskommissariate für die gesamte UdSSR und 10 zusammengeschlossene Volkskommissariate für die Union und einzelnen Unionsländer vor. 1951 gab es 32 Minister für die Union und 21 für die Unionsstaaten. Später gab es sogar über 80 Kabinettsmitglieder.
Die Kontrolle durch die Partei, die Sicherheitspolizei, den Plan (u. a. durch Gosplan, Gosekomsowjet, Volkswirtschaftsrat) und den Finanzplan sowie im Bereich der juristischen und personellen Kontrolle hatte im System der Regierung eine bedeutsame Rolle.
Jede Unionsrepublik hatte ihren eigenen Ministerrat mit ihren Republik-Ministerien sowie Zweigstellen der Staatskomitees und der anderen Zentralbehörden. Unterhalb der Ebene der Republik gab es noch die Verwaltungsstufen der Autonomen Republiken, Oblasts oder Krais, dann die Großstädte und die ländlichen Rayons und schließlich die kleineren Städte und Gemeinden. Alle hatten ihre Verwaltungsstrukturen, die der nächsthöheren Verwaltungs- oder Regierungsebene und schließlich der Partei der Unionsrepubliken oder der UdSSR unterstellt waren.
1990 wurde der Ministerrat als „Ministerkabinett“ dem Staatspräsidenten Michail Gorbatschow direkt unterstellt.

## Zusammensetzung
Der Ministerrat bestand aus
- Dem Vorsitzenden (allgemein und in den Medien auch als Ministerpräsident benannt). Von 1917 bis 1924, 1941 bis 1953 und von 1958 bis 1964 lagen die Aufgabe des Parteiführers und des Regierungschefs in einer Hand.
- Dem oder den Ersten Stellvertretenden Vorsitzenden (zeitweise bis zu 5, insgesamt ca. 30), die für bestimmte Aufgabenfelder  wie Außenpolitik, Handel etc. zuständig waren.
- Den Stellvertretenden Vorsitzenden (zeitweise bis zu 9, insgesamt über 80), die ebenfalls für bestimmte Aufgabenfelder zuständig waren.
- Den Ministern (zeitweise bis zu 60), die für oft sehr differenzierte Aufgaben (z. B. Elektrotechnische Industrie oder Hoch- und Tiefbaumaschinen)  verantwortlich waren. Es wurde unterschieden zwischen Unions- und Republikministern. Zu den wichtigsten Ministern zählten die Minister für Angelegenheiten des Äußeren, des Inneren (aufgelöst zwischen 1960 und 1968), der Verteidigung, der Finanzen, des Außenhandels.
- Den Vorsitzenden von Kommissionen, Komitees oder Leitern von Ämtern (1965 waren das 41 Vertreter)  für die Staatskontrolle, für die Staatssicherheit (KGB, NKWD oder NKWS), für die Staatsbank, für die Statistik, für Produktion oder für einzelne Aufgabenfelder (z. B. für Verteidigungstechnik etc.).
- Die Funktionäre der Staatsplanung und der Volkswirtschaftsräte (zeitweise um 15 Vertreter) z. B. für den Staatsplan (seit 1929 auch Gosplan genannt) und für die Volkswirtschaftsplanung.
- Die Vorsitzenden der Ministerräte der 15 Unionsrepubliken

Zeitweise hatten auch andere Vertreter des Staates Kabinettsrang wie zum Beispiel der Sekretär des Obersten Sowjets.

## Die Vorsitzenden des Rates der Volkskommissare, ab 1946  Ministerrats der UdSSR
1. Wladimir Lenin: 8. November 1917 bis 21. Januar 1924 (†)
2. Alexei Rykow: 2. Februar 1924 bis 19. Dezember 1930
3. Wjatscheslaw Molotow: 19. Dezember 1930 bis 7. Mai 1941
4. Josef Stalin: 7. Mai 1941 bis 5. März 1953 (†)
5. Georgi Malenkow: 6. März 1953 bis  8. Februar 1955
6. Nikolai Bulganin: 8. Februar 1955 bis 27. März 1958
7. Nikita Chruschtschow: 27. März 1958 bis 15. Oktober 1964
8. Alexei Kossygin: 15. Oktober 1964 bis 23. Oktober 1980 (†)
9. Nikolai Tichonow: 23. Oktober 1980  bis 27. September 1985
10. Nikolai Ryschkow: 27. September 1985 bis  26. Dezember 1990
11. Walentin Pawlow: 11. Januar 1991 bis 24. August 1991
12. Iwan Silajew: 24. August 1991 bis Dezember 1991 (Auflösung der UdSSR) (kommissarisch)

## Die Ersten Stellvertretenden Vorsitzenden des Ministerrats
- Wjatscheslaw Molotow (1941–1946, 1954–1957)
- Nikolai Bulganin (1954–1955)
- Lawrenti Beria (1953)
- Lasar Kaganowitsch (1954–1957)
- Anastas Mikojan (1955–1964)
- Michail Perwuchin (1955–1957)
- Maxim Saburow (1955–1957)
- Nikolai Dygai (1958–1959)
- Frol Koslow (1958–1960)
- Dmitri Ustinow (1963–1965)
- Alexei Kossygin (1960–1964)
- Kirill Masurow (1965–1978)
- Dmitri Poljanski (1965–1973)
- Nikolai Tichonow (1976–1980)
- Iwan Archipow (1980–1986)
- Geidar Alijew (1982–1987)
- Andrei Gromyko (1983–1985)
- Boris Schtscherbina (1984–1989)
- Nikolai Talysin (1985–1988)
- Wsewolod Murachowski (1985–1989)
- Juri Masljukow (1988–1991)
- Lew Worononin (1989–1990)
- Wladilen Nikitin (1989–1990)
- Wladimir Welitschko (1991)

## Die Außenminister (vor dem 16. März 1946 Volkskommissar)
1. Lew Trotzki (1917–1918)
2. Adolf Joffe (1918)
3. Karl Radek (1918)
4. Georgi Tschitscherin (1918–1930)
5. Maxim Litwinow (1930–1939)
6. Wjatscheslaw Molotow (1939–1949)
7. Andrei Wyschinski (1949–1953)
8. Wjatscheslaw Molotow  (1953–1956)
9. Dmitri Schepilow (1956–1957)
10. Andrei Gromyko (1957–1985)
11. Eduard Schewardnadse (1985–1990)
12. Alexander Bessmertnych (1990–August 1991)
13. Boris Pankin (August–September 1991)
14. Eduard Schewardnadse (September–Dezember 1991)

## Die Innenminister (vor dem 16. März 1946 Volkskommissare) und die Chefs der Sicherheitsorgane
1. Alexei Rykow (1917–1918)

- Felix Dserschinski (1917–1920), Staatssicherheit (Tscheka)

1. Felix Dserschinski (1920–1923), Inneres und Staatssicherheit (Tscheka, GPU), danach bis 1926 nur Staatssicherheit
2. Alexander Beloborodow (1923–1928)
3. Wjatscheslaw Menschinski (1928–1934), Inneres und Staatssicherheit (OGPU)
4. Genrich Jagoda (1934–1936), Inneres und Staatssicherheit (NKWD)

- Nikolai Jeschow (1936–1937), nur Staatssicherheit (NKWD)

1. Filaretow (1937–1938), nur Inneres
2. Lawrenti Beria, 1. Mal (1938–1941), Inneres und Staatssicherheit (NKWD)

- Wsewolod Merkulow (1938–1941), nur Staatssicherheit (NKGB)

1. Lawrenti Beria, 2. Mal (1941–1945), Inneres und Staatssicherheit (NKWD, NKWS)
2. Sergei Kruglow (1945–1953), nur Inneres

- Wiktor Abakumow (1945–1951), nur Staatssicherheit (NKGB)
- Semjon Ignatjew (1951–1953), nur Staatssicherheit (NKGB)

1. Lawrenti Beria, 3. Mal (1953), Inneres und Staatssicherheit (NKGB)
2. Sergei Kruglow, 2. Mal (1953–1956), nur Inneres

- Iwan Serow (1954–1958), nur Staatssicherheit (KGB)

1. Nikolai Dudorow (1956–1960), nur Inneres

- Alexander Schelepin (1958–1962), nur Staatssicherheit (KGB)
- Wladimir Semitschastny (1962–1967), nur Staatssicherheit (KGB), von 1960 bis 1968 gab es Innenminister nur bei den Unionsrepubliken

1. Nikolai Schtscholokow (1968–1982)

- Juri Andropow (1967–1982), nur Staatssicherheit (KGB)

1. Witali Fedortschuk (1982–1986); 1982 kurzzeitig auch Staatssicherheit

- Wiktor Tschebrikow (1982–1988), nur Staatssicherheit (KGB)

1. Alexander Wlassow (1986–1988), nur Inneres
2. Wadim Bakatin (1988–1990), nur Inneres

- Wladimir Krjutschkow (1988–1991), nur Staatssicherheit (KGB)

1. Boris Pugo (1990–August 1991), nur Inneres
2. Wiktor Barannikow (August–Dezember 1991), nur Inneres

- Wadim Bakatin (August–Dezember 1991), nur Staatssicherheit (KGB)

## Die Verteidigungsminister (vor dem 16. März 1946 Volkskommissare)
1. Lew Trotzki (1918–1924)
2. Michail Frunse (1924–1925)†, General
3. Kliment Woroschilow (1925–1940), Marschall der Sowjetunion
4. Semjon Timoschenko (1940–1941), Marschall der Sowjetunion
5. Josef Stalin (1941–1947), Generalissimus
6. Nikolai Bulganin (1947–1949), Marschall der Sowjetunion
7. Alexander Wassilewski (1949–1953), Marschall der Sowjetunion
8. Nikolai Bulganin (1953–1955), Marschall der Sowjetunion
9. Georgi Schukow (1955–1957), Marschall der Sowjetunion
10. Rodion Malinowski (1957–1967)†, Marschall der Sowjetunion
11. Andrei Gretschko (1967–1976)†, Marschall der Sowjetunion
12. Dmitri Ustinow (1976–1984)†, Marschall der Sowjetunion
13. Sergei Sokolow (1984–1987), Marschall der Sowjetunion
14. Dmitri Jasow (1987–August 1991), Marschall der Sowjetunion
15. Jewgeni Schaposchnikow (August 1991–Dezember 1991), Luftwaffen-Marschall

## Die Finanzminister (vor dem 16. März 1946 Volkskommissare)
1. Iwan Schkwarzew (Stepanow) (1917–1918)
2. Isidor Gukowski (1918–1921)
3. Nikolai Krestinski (1921–1923)
4. Grigori Sokolnikow (1923–1926)
5. Nikolai Brjuchanow (1926–29)
6. Grigori Grinko (1930–1937)
7. Wlas Tschubar (1937–1938)
8. Arseni Swerew (1938–1948)
9. Alexei Kossygin (1948)
10. Arseni Swerew (1948–1960)
11. Wassili Garbusow (1960–1984)
12. Boris Gostew (1985–1989)
13. Walentin Pawlow (1989–1991)
14. Wladimir Orlow (1991)

## Die Vorsitzenden von Gosplan
Gosplan war das Komitee für die Wirtschaftsplanung der Sowjetunion. Die Hauptaufgaben lagen in der Schaffung des Fünfjahrplanes der UdSSR. Die Vorsitzenden von Gosplan waren Mitglieder der jeweiligen Regierung der UdSSR und ihrer Bedeutung wegen seit 1938 fast ausnahmslos auch Stellvertretende oder Erste Stellvertretende Vorsitzende des Rats der Volkskommissare oder des Ministerrats. Die Liste der Vorsitzenden siehe unter Gosplan.